# Jonathan Quinn
Jonathan Ryan Quinn (Turlock, 27 febbraio 1975) è un ex giocatore di football americano statunitense che ha giocato nel ruolo di quarterback nella National Football League (NFL). Al college giocò a football alla Middle Tennessee State University.

## Carriera
Quinn fu scelto nel corso del terzo giro (86º assoluto) del Draft NFL 1998 dai Jacksonville Jaguars, con cui in tre anni disputò 11 partite, di cui tre come titolare. Nel 2001 si spostò per una stagione nella NFL Europa con i Berlin Thunder, venendo premiato come miglior giocatore del World Bowl. Nel 2002 passò ai Kansas City Chiefs e nel 2004 ai Chicago Bears con cui riuscì a partire tre volte come titolare, nella sua ultima stagione nella NFL.

## Palmarès
- MVP del World Bowl: 1

2001

## Statistiche
NFL
| Yard passate  | 1 161 |
| Touchdown     | 4     |
| Intercetti    | 7     |
| Passer rating | 60,4  |